# خوسيه لويس بالومينو
خوسيه لويس بالومينو (بالإسبانية: José Luis Palomino)‏ هو لاعب كرة قدم أرجنتيني في مركز الدفاع، ولد في 5 يناير 1990 في سان ميغيل دي توكومان في الأرجنتين. لعب مع أتالانتا وأرجنتينوس جونيورز ونادي سان لورينزو ونادي ميتز.

## وصلات خارجية
- خوسيه لويس بالومينو على موقع الاتحاد الأوربي (الإنجليزية)
- خوسيه لويس بالومينو على موقع رابطة كرة القدم الفرنسية للمحترفين (الإنجليزية)
- خوسيه لويس بالومينو على موقع قاعدة بيانات كرة القدم.إي يو (الإنجليزية)
- خوسيه لويس بالومينو على موقع Soccerway.com (الإنجليزية)
- خوسيه لويس بالومينو على موقع عالم كرة القدم.نت (الإنجليزية)
- خوسيه لويس بالومينو على موقع AS.com (الإسبانية)